# Élections législatives françaises de 2002
Les élections législatives françaises de 2002 permettent d'élire les députés de la XIIe législature de la Ve République et se tiennent les 9 et 16 juin 2002. Conformément à la loi en vigueur, les députés sont élus au scrutin uninominal majoritaire à deux tours, dans 577 circonscriptions.
Ces élections se sont déroulées dans la foulée de l'élection présidentielle de 2002, qui vit la très large réélection de Jacques Chirac face à Jean-Marie Le Pen, invité surprise du second tour. Par conséquent, la droite, emmenée par la nouvellement créée Union pour la majorité présidentielle (plus tard renommée Union pour un mouvement populaire) a aisément remporté la majorité absolue des sièges, aux dépens de l'ancienne gauche plurielle, qui devait se remettre de son échec au premier tour de la présidentielle. L'extrême droite, sonnée par son échec retentissant au second tour de la présidentielle, ne parvient pas à percer et ne remporte aucun député.
En 2000, à la suite du référendum sur le quinquennat présidentiel, ainsi que l'inversion, en 2001, des calendriers de façon à placer les élections législatives après l'élection présidentielle, ces deux scrutins font partie depuis 2002 de la même séquence électorale.

## Assemblée nationale sortante
L'Assemblée nationale (XIe législature) sortante était issue des élections de 1997. La Gauche plurielle, associant les socialistes, les communistes, le Mouvement des citoyens, les Verts et les radicaux de gauche y était majoritaire.

## Résultats nationaux
| Partis politiques                                               | Partis politiques                           | Premier tour | Premier tour | Premier tour | Sièges     | Second tour | Second tour | Second tour | Sièges | Sièges | Sièges |
| Partis politiques                                               | Partis politiques                           | Voix         | %            | +/-          | Sièges     | Voix        | %           | +/-         | Nombre | +/-    | %      |
| --------------------------------------------------------------- | ------------------------------------------- | ------------ | ------------ | ------------ | ---------- | ----------- | ----------- | ----------- | ------ | ------ | ------ |
|                                                                 | Union pour la majorité présidentielle (UMP) | 8 408 023    | 33,30        | Nv           | 46         | 10 029 669  | 47,26       | Nv          | 358    | Nv     | 62,0   |
|                                                                 | Union pour la démocratie française (UDF)    | 1 226 462    | 4,86         | - 9,4        | 6          | 832 785     | 3,92        | - 16,8      | 27     | - 85   | 4,7    |
|                                                                 | Divers droite (DVD)                         | 921 973      | 3,65         | - 2,2        | 3          | 274 374     | 1,29        | - 1,2       | 8      | + 8    | 1,4    |
|                                                                 | Mouvement pour la France (MPF)              | 202 831      | 0,80         | - 2,2        | 1          |             |             |             | 1      | →      | 0,2    |
|                                                                 | Démocratie libérale (DL)                    | 104 767      | 0,41         | Nv           | 2          | 2           | Nv          | 0,3         |        |        |        |
|                                                                 | Rassemblement pour la France (RPF)          | 94 222       | 0,37         | Nv           | 0          | 61 605      | 0,29        | Nv          | 2      | Nv     | 0,3    |
|                                                                 | Majorité présidentielle                     | 10 958 278   | 43,4         | + 6,9        | 58         | 11 198 433  | 52,8        | + 6,7       | 398    | + 147  | 69,0   |
|                                                                 |                                             |              |              |              |            |             |             |             |        |        |        |
|                                                                 | Parti socialiste (PS)                       | 6 086 599    | 24,11        | + 0,6        | 2          | 7 482 169   | 35,26       | - 2,8       | 140    | - 115  | 24,3   |
|                                                                 | Parti communiste français (PCF)             | 1 216 178    | 4,82         | - 5,1        | 0          | 690 807     | 3,26        | - 0,6       | 21     | - 14   | 3,6    |
|                                                                 | Les Verts (LV)                              | 1 138 222    | 4,51         | Inc.         | 0          | 677 933     | 3,19        | Inc.        | 3      | - 4    | 0,5    |
|                                                                 | Parti radical de gauche (PRG)               | 388 891      | 1,54         | + 0,1        | 0          | 455 360     | 2,15        | →           | 7      | - 5    | 1,2    |
|                                                                 | Pôle républicain (PR)                       | 299 897      | 1,19         | Nv           | 0          | 12 679      | 0,06        | Nv          | 0      | Nv     | 0,0    |
|                                                                 | Divers gauche (DVG)                         | 275 553      | 1,09         | - 1,7        | 0          | 268 715     | 1,27        | - 1,3       | 7      | + 3    | 1,2    |
|                                                                 | Gauche parlementaire                        | 9 405 340    | 37,3         | - 7,3        | 2          | 9 587 663   | 45,2        | - 3,0       | 178    | - 135  | 30,8   |
|                                                                 |                                             |              |              |              |            |             |             |             |        |        |        |
|                                                                 | Front national (FN)                         | 2 862 960    | 11,34        | - 3,6        | 0          | 393 205     | 1,85        | - 3,7       | 0      | - 1    | 0,0    |
|                                                                 | Chasse, pêche, nature et traditions (CPNT)  | 422 448      | 1,67         | Inc.         | 0          |             |             |             | 0      |        | 0,0    |
|                                                                 | Ligue communiste révolutionnaire (LCR)      | 320 467      | 1,27         | Inc.         | 0          | 0           | 0,0         |             |        |        |        |
|                                                                 | Lutte ouvrière (LO)                         | 301 984      | 1,20         | Inc.         | 0          | 0           | 0,0         |             |        |        |        |
|                                                                 | Autres écologistes (ECO)                    | 295 899      | 1,17         | Inc.         | 0          | 0           | 0,0         |             |        |        |        |
|                                                                 | Mouvement national républicain (MNR)        | 276 376      | 1,09         | Nv           | 0          | 0           | 0,0         |             |        |        |        |
|                                                                 | Divers (DIV)                                | 194 946      | 0,77         | - 0,6        | 0          | 13 036      | 0,06        | - 0,1       | 1      | - 4    | 0,2    |
|                                                                 | Extrême gauche (EXG)                        | 81 558       | 0,32         | Inc.         | 0          |             |             |             | 0      |        | 0,0    |
|                                                                 | Régionalistes (REG)                         | 66 240       | 0,26         | Inc.         | 0          | 28 689      | 0,14        | Inc.        | 1      | Inc.   | 0,2    |
|                                                                 | Extrême droite (EXD)                        | 59 549       | 0,24         | + 0,1        | 0          |             |             |             | 0      |        | 0,0    |
|                                                                 |                                             |              |              |              |            |             |             |             |        |        |        |
|                                                                 | Inscrits                                    | 40 968 484   | 100          | –            |            | 36 783 746  | 100         | –           |        |        |        |
|                                                                 | Abstention                                  | 14 578 609   | 35,58        | + 3,5        | 14 597 581 | 39,68       | + 10,8      |             |        |        |        |
|                                                                 | Votes blancs et nuls                        | 1 143 830    | 4,33         | - 0,6        | 965 139    | 4,35        | - 2,0       |             |        |        |        |
|                                                                 | Suffrages exprimés                          | 25 246 045   | 95,67        | + 0,6        | 21 221 026 | 95,65       | + 2,0       |             |        |        |        |
| Source : Résultats publiés sur le site de l'Assemblée nationale |                                             |              |              |              |            |             |             |             |        |        |        |

## Liste des députés élus
Il y a 12,3 % de femmes députées.

## Composition de l'Assemblée nationale

Groupes politiques :
UMP
UDF
Socialistes
Communistes & Républicains
Non inscrits

| Groupe parlementaire                      | Groupe parlementaire                      | Groupe parlementaire                      | Députés                                   | Députés                                   | Députés | Président déclaré                                  |
| Groupe parlementaire                      | Groupe parlementaire                      | Groupe parlementaire                      | Membres                                   | Apparentés                                | Total   | Président déclaré                                  |
| ----------------------------------------- | ----------------------------------------- | ----------------------------------------- | ----------------------------------------- | ----------------------------------------- | ------- | -------------------------------------------------- |
|                                           | UMP                                       | Union pour un mouvement populaire         | 356                                       | 9                                         | 365     | Jacques Barrot jusqu'en 2004, puis Bernard Accoyer |
|                                           | SRC                                       | Socialiste, radical, citoyen              | 140                                       | 1                                         | 141     | Jean-Marc Ayrault                                  |
|                                           | UDF                                       | UDF                                       | 27                                        | 2                                         | 29      | Hervé Morin                                        |
|                                           | CR                                        | Communistes & Républicains                | 21                                        | 0                                         | 21      | Alain Bocquet                                      |
|                                           |                                           |                                           |                                           |                                           |         |                                                    |
| Total de députés membre de groupes        | Total de députés membre de groupes        | Total de députés membre de groupes        | Total de députés membre de groupes        | Total de députés membre de groupes        | 556     |                                                    |
|                                           | Députés non-inscrits                      | Députés non-inscrits                      | Députés non-inscrits                      | Députés non-inscrits                      | 21      |                                                    |
|                                           |                                           |                                           |                                           |                                           |         |                                                    |
| Total des sièges pourvus                  | Total des sièges pourvus                  | Total des sièges pourvus                  | Total des sièges pourvus                  | Total des sièges pourvus                  | 577     |                                                    |
| Total des sièges vacants et non attribués | Total des sièges vacants et non attribués | Total des sièges vacants et non attribués | Total des sièges vacants et non attribués | Total des sièges vacants et non attribués | 1       |                                                    |

Liste des apparentés :
| Député                      | Étiquette   | Apparenté au groupe         |
| --------------------------- | ----------- | --------------------------- |
| Jacques Desallangre         | DVG         | Communistes et républicains |
| Jean-Pierre Defontaine      | PRG         | Socialiste                  |
| Paul Giacobbi               | PRG         | Socialiste                  |
| Joël Giraud                 | PRG         | Socialiste                  |
| Simon Renucci               | CSD         | Socialiste                  |
| Chantal Robin-Rodrigo       | PRG         | Socialiste                  |
| Roger-Gérard Schwartzenberg | PRG         | Socialiste                  |
| Christiane Taubira          | Walwari/PRG | Socialiste                  |
| (François Huwart)*          | PRG         | Socialiste                  |
| Pierre Albertini            | UDF-diss    | UDF                         |
| (Christian Blanc)*          | DVD         | UDF                         |
| Philippe Folliot            | RPF         | UDF                         |
| (Bernard Debré)*            | DVD         | UMP                         |
| Jean-Pierre Decooll         | SE          | UMP                         |
| Alain Ferry                 | PR          | UMP                         |
| (Cécile Gallez)*            | DVD         | UMP                         |
| Gérard Grignon              | DVD         | UMP                         |
| Pascale Gruny               | DVD         | UMP                         |
| Franck Marlin               | UMP?        | UMP                         |
| Yves Simon                  | DVD         | UMP                         |
| François-Xavier Villain     | SE          | UMP                         |
| Total                       | -           | 21                          |

(*) : Députés élus à la suite de la démission ou de la nomination au gouvernement d'un député alors en place.